# أش فلات
أش فلات (بالإنجليزية: Ash Flat, Arkansas)‏ هي مدينة تقع في مقاطعة شارب، أركنسو, مقاطعة فولتون، أركنسو بولاية أركنساس في الولايات المتحدة. تبلغ مساحة هذه المدينة 15.9 (كم²)، وترتفع عن سطح البحر 202 م، بلغ عدد سكانها 1082 نسمة في عام 2010 حسب إحصاء مكتب تعداد الولايات المتحدة.

## التركيبة السكانية
حدّد مكتب تعداد الولايات المتحدة بيانات التركيبة السكانية لأش فلات في تعداد الولايات المتحدة. في ما يلي، التركيبة السكانية حسب تعدادي 2000 و2010.

### تعداد عام 2000
بلغ عدد سكان أش فلات 977 نسمة بحسب تعداد عام 2000، وبلغ عدد الأسر 430 أسرة وعدد العائلات 233 عائلة مقيمة في المدينة. في حين سجلت الكثافة السكانية 59.7 نسمة لكل كيلومتر مربع (154.6/ميل2). وبلغ عدد الوحدات السكنية 485 وحدة بمتوسط كثافة قدره 29.6 لكل كيلومتر مربع (76.7/ميل2).
وتوزع التركيب العرقي للمدينة بنسبة 98.57% من البيض و0.41% من الأمريكيين الأفارقة و0.20% من الأمريكيين الأصليين و0.82% من عرقين مختلطين أو أكثر و0.72% من الهسبانيون أو اللاتينيون من أي عرق.
بلغ عدد الأسر 430 أسرة كانت نسبة 27% منها لديها أطفال تحت سن الثامنة عشر تعيش معهم، وبلغت نسبة الأزواج القاطنين مع بعضهم البعض 42.1% من أصل المجموع الكلي للأسر، ونسبة 10.5% من الأسر كان لديها معيلات من الإناث دون وجود شريك،  بينما كانت نسبة 1.6% من الأسر لديها معيلون من الذكور دون وجود شريكة وكانت نسبة 45.8% من غير العائلات. تألفت نسبة 41.4% من أصل جميع الأسر من عدة أفراد يعيشون في نفس المنزل ونسبة 27.7% كانت تتألف من شخص يعيش بمفرده يبلغ من العمر 65 عاماً أو أكثر. وبلغ متوسط حجم الأسرة المعيشية 2.09، أما متوسط حجم العائلات فبلغ 2.91.
بلغ العمر الوسطي للسكان 46.8 عاماً. وكانت نسبة 21.6% من القاطنين تحت سن الثامنة عشر، وكانت نسبة 5.4% بين الثامنة عشر والرابعة والعشرين عاماً، ونسبة 18.6% كانت واقعةً في الفئة العمرية ما بين الخامسة والعشرين والرابعة والأربعين عاماً، ونسبة 20.1% كانت ما بين الخامسة والأربعين والرابعة والستين، ونسبة 26.3% كانت ضمن فئة الخامسة والستين عاماً فما فوق. يوجد لكل 100 أنثى 74.6 ذكر، ويوجد لكل 100 أنثى في الثامنة عشر من عمرها فما فوق 72.4 ذكر.
بلغ متوسط دخل الأسرة في المدينة 16,797 دولارًا، أما متوسط دخل العائلة فبلغ 22,019 دولارًا. وكان متوسط دخل الذكور 24,815 دولارًا مقابل 15,556 دولارًا للإناث. وسجل دخل الفرد الخاص بالمدينة 11,506 دولارًا. وكانت نسبة 24.5% من العائلات ونسبة 31.7% من السكان تحت خط الفقر، وكان من هؤلاء نسبة 43.9% تحت سن الثامنة عشر ونسبة 22.6% في الخامسة والستين من العمر وما فوق.

### تعداد عام 2010
بلغ عدد سكان أش فلات 1,082 نسمة بحسب تعداد عام 2010، وبلغ عدد الأسر 423 أسرة وعدد العائلات 244 عائلة مقيمة في المدينة. في حين سجلت الكثافة السكانية 66.1 نسمة لكل كيلومتر مربع (171.2/ميل2). وبلغ عدد الوحدات السكنية 464 وحدة بمتوسط كثافة قدره 28.4 لكل كيلومتر مربع (73.6/ميل2).
وتوزع التركيب العرقي للمدينة بنسبة 97.60% من البيض و0.46% من الأمريكيين الأفارقة و0.46% من الأمريكيين الأصليين و1.48% من عرقين مختلطين أو أكثر و0.83% من الهسبانيون أو اللاتينيون من أي عرق.
بلغ عدد الأسر 423 أسرة كانت نسبة 23.6% منها لديها أطفال تحت سن الثامنة عشر تعيش معهم، وبلغت نسبة الأزواج القاطنين مع بعضهم البعض 44.2% من أصل المجموع الكلي للأسر، ونسبة 9.9% من الأسر كان لديها معيلات من الإناث دون وجود شريك،  بينما كانت نسبة 3.5% من الأسر لديها معيلون من الذكور دون وجود شريكة وكانت نسبة 42.3% من غير العائلات. تألفت نسبة 38.1% من أصل جميع الأسر من عدة أفراد يعيشون في نفس المنزل ونسبة 23.6% كانت تتألف من شخص يعيش بمفرده يبلغ من العمر 65 عاماً أو أكثر. وبلغ متوسط حجم الأسرة المعيشية 2.08، أما متوسط حجم العائلات فبلغ 2.71.
بلغ العمر الوسطي للسكان 53.4 عاماً. وكانت نسبة 16.2% من القاطنين تحت سن الثامنة عشر، وكانت نسبة 6.3% بين الثامنة عشر والرابعة والعشرين عاماً، ونسبة 18.2% كانت واقعةً في الفئة العمرية ما بين الخامسة والعشرين والرابعة والأربعين عاماً، ونسبة 22.1% كانت ما بين الخامسة والأربعين والرابعة والستين، ونسبة 37.2% كانت ضمن فئة الخامسة والستين عاماً فما فوق. وتوزع التركيب الجنسي للسكان بنسبة 45.7% ذكور و54.3% إناث.

## أعلام
- غوردون كاربنتر

## وصلات خارجية
- The US50 - Cities and Towns in Arkansas State
- 2012 United States Census Estimate